# دوه
«دوه» (به انگلیسی D'oh) یکی از آواهای واکنشی است که توسط شخصیت کارتونی هومر سیمپسون در مجموعه پویانمایی دنباله دار «سیمپسون‌ها» (پخش شده از سال ۱۹۸۹ تا به امروز) به صورت مداوم تکرار می‌شود. هومر این صوت را در زمانهایی که اتفاق مهیبی افتاده یا مشکل ویژه‌ای پیش آمده به کار می‌برد. او که در کارتون ۳۶ سال سن دارد و پدر خانواده‌است، گردنش را به سمت پایین خم کرده، چشمهایش را بسته و ابروهایش را در هم می‌کشد و گاهی با دست ضربه‌ای به سر طاس خود می‌زند و همزمان «دوه» را تکرار می‌کند.
سه مورد مشخص استفاده هومر از این آوا در زمانهایی است که: خود را مجروح کرده، کار احمقانه‌ای انجام داده و متوجه آن شده؛ یا چیزی برایش رخ داده یا در شرف رخ دادن است.

هومر سیمپسون در حال ارائه صوت معروف «دوه».

شکلک «دوه» در نرم‌افزار پیغام آنی یاهو.

شکلک «دوه» در نرم‌افزار تماس و پیغام آنی اسکایپ

## فراگیر شدن آوا
مانند بسیاری از آواها و اصوات مجموعه‌های محبوب تلویزیونی در غرب، «دوه» نیز به سرعت جای خود را در میان محاوره‌های روزمره مردم باز کرد. در سال ۲۰۰۱ این لغت (انگلیسی D'oh ) در فرهنگ واژگان آکسفورد با تعریف «آوایی که به جهت ابراز ناخرسندی از وجود مشکلی تولید می‌شود» ثبت شد.
در سال ۲۰۰۶ این لغت ششمین لغت برتر سال از اصطلاحات محبوب تلویزیونی در آمریکا شد.
شرکت یاهو نیز در نرم‌افزار پیام آنی خود، یاهو مسنجر، اسمایلی (شکلک) «دوه» را به صورت #-o قرار داده‌است که در گفتگوهای نوشتاری مورد استفاده‌است.
در نرم‌افزار اسکایپ نیز این شکلک با همین معنی بصری به کار رفته است.